# Act of War (singolo)
Act of War è un brano scritto da Elton John, e cantato dall'artista britannico insieme alla cantante soul Millie Jackson; il testo è di Bernie Taupin.

## Il brano
Proveniente dalla versione in CD del 1985 e del 1992 dell'album Ice on Fire (ne costituisce la traccia bonus), si caratterizza come un brano fortemente rock, abbastanza tirato, dove i due cantanti esprimono in modo abbastanza "aggressivo" vocalmente quella che è la loro personale guerra familiare; da considerarsi uno dei brani più "scatenati" di tutta la discografia eltoniana, si avvale oltre che di tre chitarristi elettrici (Davey Johnstone, Fred Mandel e Nik Kershaw, quest'ultimo ospite speciale) anche di vari sintetizzatori (suonati da Fred Mandel e lo stesso Elton) che simulano effetti sonori quali esplosioni di bombe.
Altri musicisti sono Mel Gaynor alla batteria, Deon Estus al basso e il produttore Gus Dudgeon alla batteria Simmons. Il testo di Bernie significa letteralmente Atto Di Guerra. Elton avrebbe dovuto duettare con Tina Turner, ma ella declinò l'invito del pianista di Pinner. La canzone è inclusa anche nel box set To Be Continued... (1990) ma non si tratta dello stesso pezzo di Ice On Fire: del brano esistono infatti ben tre versioni.
Act of War raggiunse una #32 UK.